# Dzaoudzi
Dzaoudzi è un comune francese del Dipartimento d'oltremare di Mayotte. Si trova sull'isola di Petite Terre ed è formato dai due villaggi di Dzaoudzi e Labattoir.

## Infrastrutture e trasporti
Il comune è servito dall'Aeroporto di Dzaoudzi-Pamanzi.